# Глориъс (линеен крайцер, 1916)
Глориъс (на английски: HMS Glorious) е „лек линеен крайцер“ или „голям лек крайцер“ от типа „Корейджъс“, на Британския Кралски флот от времето на Първата световна война. След края на войната, заедно с главния кораб на проекта е преустроен за самолетоносач.
Заради своеобразността на проекта крайцерът получава унищожителния прякор Uproarious (станал за смях).
Потопен е на 8 юни 1940 г. от германските линкори „Шарнхорст“ и „Гнейзенау“ по време на участието му в операцията „Alphabet“ заедно с разрушителите от съпровождението HMS Ardent (H41) („Ардент“) и HMS Acasta (H09) („Акаста“). Заедно със самолетоносача „Глориъс“ загиват 1207 души.

## История на службата
Самолетоносачът „Глориъс“, в съпровождение на разрушителите „Акаста“ и „Ардент“, евакуира от Норвегия две изтребителни ескадрили (десет „гладиатора“ от 263-а и толкова „Хърикейна“ от 46-а). Нито един от корабите няма радаров, наблюдение над хоризонта от високо разположени постове не се води. Самолетоносачът не може да използва тези самолети за атаки над противника, а поради безотговорност на екипажа, нито един от неговите торпедоносци (а в хангара си той има шест „Суордфиша“) не е готов за старт. Без готови ударни самолети корабът има в бордовия си залп само осем 120-мм оръдия. Немските рейдери вдигат скоростта си до 29 възела, обръщат на 16 румба, движейки се за пресичане на курса на противника. Плаващият начело „Гнейзенау“ открива огън с главния си калибър по самолетоносача, а със спомагателния си калибър по най-близкия разрушител. След четири минути към него се присъединява „Шарнхорст“. „Глориъс“ завива на югозапад, а разрушителите започват да го прикриват с димна завеса. „Ардент“ изстрелва четири торпеда, но немците успяват да се отклонят от тях. Макар димната завеса и да пречи на стрелбата, немските кораби, използвайки радари, бързо превръщат самолетоносача в купчина обломки.
В 17:52 „Глориъс“ гори, но продължава да поддържа висока скорост. Изкочилият изпод дима „Ардент“, в самоубийствена атака, изстрелва последните си 4 торпеда, от които немците отново успяват да се отклонят. По разрушителя започват да стрелять със снаряди от всички калибри, той се опитва да се отклони и да излезе от боя, но губи ход и с голям крен, в 18:22, отива към дъното в точката с координати 68°38′ с. ш. 3°50′ и. д. / 68.633333° с. ш. 3.833333° и. д..

## Коментари
1. ↑  Всички неуточнени данни са приведени към момента на влизане в строй.